# Espèce parapluie

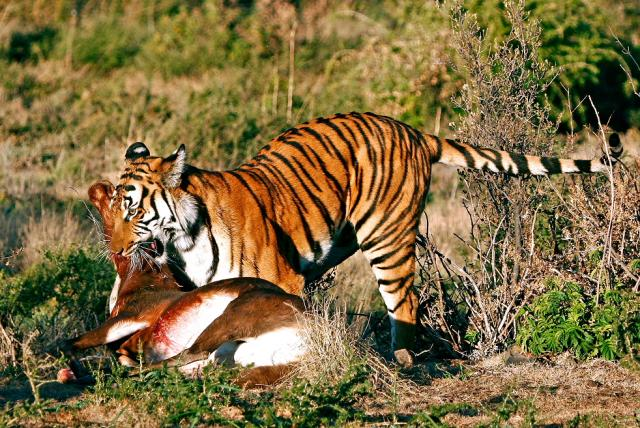
Protéger le tigre, c'est protéger tout un cortège de biodiversité associée : des proies, des charognards, des commensaux, des décomposeurs et surtout de vastes habitats naturels comme des forêts où des marais. Ainsi les nombreuses réserves de tigres en Inde comptent parmi les principaux et derniers refuges de vie sauvage dans ce pays densément peuplé et anthropisé.

Une espèce parapluie ou espèce paravent (umbrella species, en anglais) est, en écologie, une espèce qui a des exigences écologiques nécessaires à son maintien qui sont supérieures à celles des autres espèces qui occupent son habitat, que ce soit en termes d'étendue et de qualité du territoire, d'alimentation ou d'autres aspects de la niche écologique. Ainsi les mesures nécessaires à la préservation de cette espèce permettent la préservation d'un grand nombre d'autres espèces qui partagent son habitat, voire d’écosystèmes fonctionnels entiers. Il peut aussi s'agir d'une espèce charismatique auprès du grand public, dont la préservation nécessite celle des écosystèmes où elle vit avec la multitude d'autres espèces moins connues qu'ils contiennent.

## Définition
Une « espèce parapluie » est une espèce dont l'espace vital est très vaste, comme la loutre par exemple : pour protéger la loutre, la restauration et la protection de son habitat sont essentielles, ce qui par voie de conséquence améliorera l'habitat d'un grand nombre d'autres espèces aquatiques. En utilisant certaines espèces au statut très médiatisé, comme le tigre, le panda géant ou les requins, on peut également permettre la sauvegarde de l'ensemble de leur écosystème. 
La taille du territoire n'est pas le seul critère, et l'on peut étendre la définition à un concept plus général : une espèce parapluie est une espèce dont les besoins (la niche écologique) incluent ceux de nombreuses autres espèces ; en la protégeant, on étend la protection à toutes les espèces qui partagent son habitat ou interagissent avec sa niche écologique. Les espèces parapluies sont souvent de grands mammifères « charismatiques », mais peuvent aussi être plus petites, comme certains papillons par exemple. 
En France, une espèce-parapluie célèbre est le Pique-prune, insecte typique des boisements anciens riches en bois mort ou en décomposition. Facile à détecter, la protection de son habitat permet de sauvegarder ces écosystèmes devenus rares, et qui peuvent également accueillir des espèces plus charismatiques comme les rapaces nocturnes. 

## Limites
L'efficacité de la conservation en termes d'espèce-parapluie a été mise en doute par certaines études, toutes celles étudiées n'étant pas forcément fonctionnellement des espèces clé de voûte. Cependant, l'utilisation d'espèces charismatiques comme porte-étendards de la conservation a des vertus sur l'opinion publique qui pourraient contrebalancer la surestimation du rôle écologique de certaines d'entre elles. De plus, à travers la revue de 18 études portant sur ce concept et sa validité en termes de conservation, Roberge & Angelstam concluent qu'il peut être très pertinent pour créer un réseau efficace d’aires protégées, même s’il n’est pas la panacée et ne doit pas être le seul à prendre en compte.